# Stagonospora simplicior
Stagonospora simplicior är en svampart som beskrevs av Sacc. & Berl. 1886. Stagonospora simplicior ingår i släktet Stagonospora och familjen Phaeosphaeriaceae.   Inga underarter finns listade i Catalogue of Life.